# Hokej na ledu na Zimskih olimpijskih igrah 1972
Hokej na ledu je bil na Zimskih olimpijskih igrah 1972 dvanajstič olimpijski šport. Hokejski olimpijski turnir je potekal med 3. in 12. februarjem 1972. Zlato medaljo je osvojila sovjetska reprezentanca, srebrno ameriška, bronasto pa češkoslovaška, v konkurenci enajstih reprezentanc, tretjič tudi jugoslovanske, ki je osvojila enajsto mesto. 

## Dobitniki medalj
| Zlato | Srebro | Bron |
| Sovjetska zvezaVladislav Tretjak Aleksander Paškov Vitalij Davidov Viktor Kuzkin Aleksander Ragulin Genadij Cigankov Vladimir Lutčenko Igor Romiševski Jevgenij Mišakov Aleksander Malcev Aleksander Jakušev Vladimir Vikulov Anatolij Firsov Valerij Harlamov Jurij Blinov Boris Mihajlov Vladimir Petrov Vladimir Šadrin Jevgenij Zimin | ZDAMike Curran Pete Sears Wally Olds Tom Mellor Frank Sanders Jim McElmury Charles Brown Dick McGlynn Ron Naslund Robbie Ftorek Stu Irving Kevin Ahearn Henry Boucha Craig Sarner Timothy Sheehy Keith Christiansen Mark Howe | ČeškoslovaškaVladimir Dzurilla Jiří Holeček Vladimír Bednář Rudolf Tajcnár Oldřich Machač František Pospíšil Josef Horešovský Karel Vohralík Václav Nedomanský Jiří Holík Jaroslav Holík Jiří Kochta Eduard Novák Richard Farda Josef Černý Vladimír Martinec Ivan Hlinka Bohuslav Šťastný |

## Končni vrstni red
1. Sovjetska zveza
2. ZDA
3. Češkoslovaška
4. Švedska
5. Finska
6. Poljska
7. Zahodna Nemčija
8. Norveška
9. Japonska
10. Švica
11. Jugoslavija